# Petr Markov
Petr Markov (* 25. srpna 1945 Praha) je scenárista, spisovatel, dramatik, novinář a textař.

## Život
Narodil se v pražských Strašnicích v rodině MUDr. Pavla Markova, což byl ruský emigrant, podplukovník Bílé armády, šlechtic z Novočerkassku, který přišel do Československa někdy kolem roku 1921 a díky nadaci prezidenta Masaryka tu vystudoval medicínu. Jeho matku poznal otec v Praze. Později pracovala v jeho ordinaci jako zdravotní sestra.
Otec byl báječný vypravěč, matka psala básně. Od nich zdědil literární nadání. Jeho směřování ovlivnili i rodinní přátelé z jejich bytového domu, ke kterým patřil filmový producent Karel Feix a barrandovský fotograf Miloslav Mirvald. Na základní škole byl jeho spolužákem Vítězslav Hádl, pozdější hudební skladatel, pro kterého psal texty již od mládí.
Otec zemřel v jeho 13 letech. Matka poté pracovala ve skladu ČSAD. Místo kariéry u filmu pro syna chtěla solidní zaměstnání, a proto místo vysněné umělecké školy nastoupil nakonec na strojní průmyslovku v Karlíně. Přesto v této době s kamarády založil malé divadlo a společně vystupovali. Zvažoval studium na FAMU, ale předpokládal, že by byla vyžadována určitá životní zkušenost, a proto nastoupil do podniku ČKD Elektrotechnika.
Ve volném čase psal básně i první komediální muzikál, který měl premiéru záhy po nástupu do vojenské služby. Pozitivní reakce publika ho utvrdily v názoru, že to je směr, kterým by měl jít. Velkou část vojenské služby se věnoval kultuře, kdy spolupracoval s různými armádními soubory a vedl kurzy veršování.
Po ukončení vojenské služby vystudoval FAMU, katedru filmové a televizní scenáristiky a dramaturgie. V letech 1971–82 pracoval jako scenárista Filmového studia Barrandov. Dále, s kratšími přestávkami, vykonával svobodné povolání. V letech 1995–96 působil jako reportér časopisu Story. V roce 1997 byl kreativním ředitelem reklamní agentury. Tři roky přednášel tvůrčí psaní na Literární akademii Josefa Škvoreckého v Praze.
Má dvě dcery. Jeho první manželství se rozpadlo. Nyní žije s MUDr. Jitkou Mildnerovou.
Bydlí ve vile nedaleko Slap, kterou navrhl architekt Stanislav Picek.

## Dílo
Scénáře celovečerních filmů:
- Jak utopit doktora Mráčka aneb Konec vodníků v Čechách (1975)
- Slunce, seno, jahody (1983)
- Slunce, seno a pár facek (1988)
- Slunce, seno, erotika (1991)
- Ještě větší blbec, než jsme doufali (1994)

Knihy, v nichž převedl do literární podoby televizní seriály Miloše Macourka:
- Konec vodníků v Čechách (1980)
- Arabela (1982)
- Létající Čestmír (německy 1984, česky 1991 a 2004)
- Arabela a Rumburak (německy 1984, slovensky 1987)

Knihy, v nichž spolu se Zdeňkem Troškou převedli do literární podoby své filmy:
- Slunce, seno, jahody (1991)
- Slunce, seno a pár facek (1991)
- Slunce, seno erotika (1992)

Ostatní literatura (výběr):
- Tak to nebylo (1997)
- Drby z lepší společnosti (1997)
- Co ve Zlatíčkách nebylo (2003)
- Přišel kostlivec k doktorovi (2005)

Muzikály (libreto a texty písní):
- Zvonokosy (1983)
- Miliónová láska (1988)
- Jedna noc na Karlštejně (2005)
- Hrátky s čertem (2006)
- Cesta kolem světa za 80 dní (2008)
- Baron Prášil (2010)
- Casanova (2012)

Ostatní:
- hudební komedie: Pofoukej mi jahody (tři díly)
- rozhlasové a televizní hry a pohádky: Toulavý kufr, Dohazovač, Růže pro Pavlínu, Láďo, ty jsi princezna!, Čtverec mizení, Rubínová pohádka, Kam zmizela 55. ZŠ?
- televizní pořady (scénáře): Zlatíčka (1998-2003), Na holky se nepíská, Slunce, seno, Helena (2004)
- písňové texty: zhruba 450 textů